# Gwiazdonos amerykański

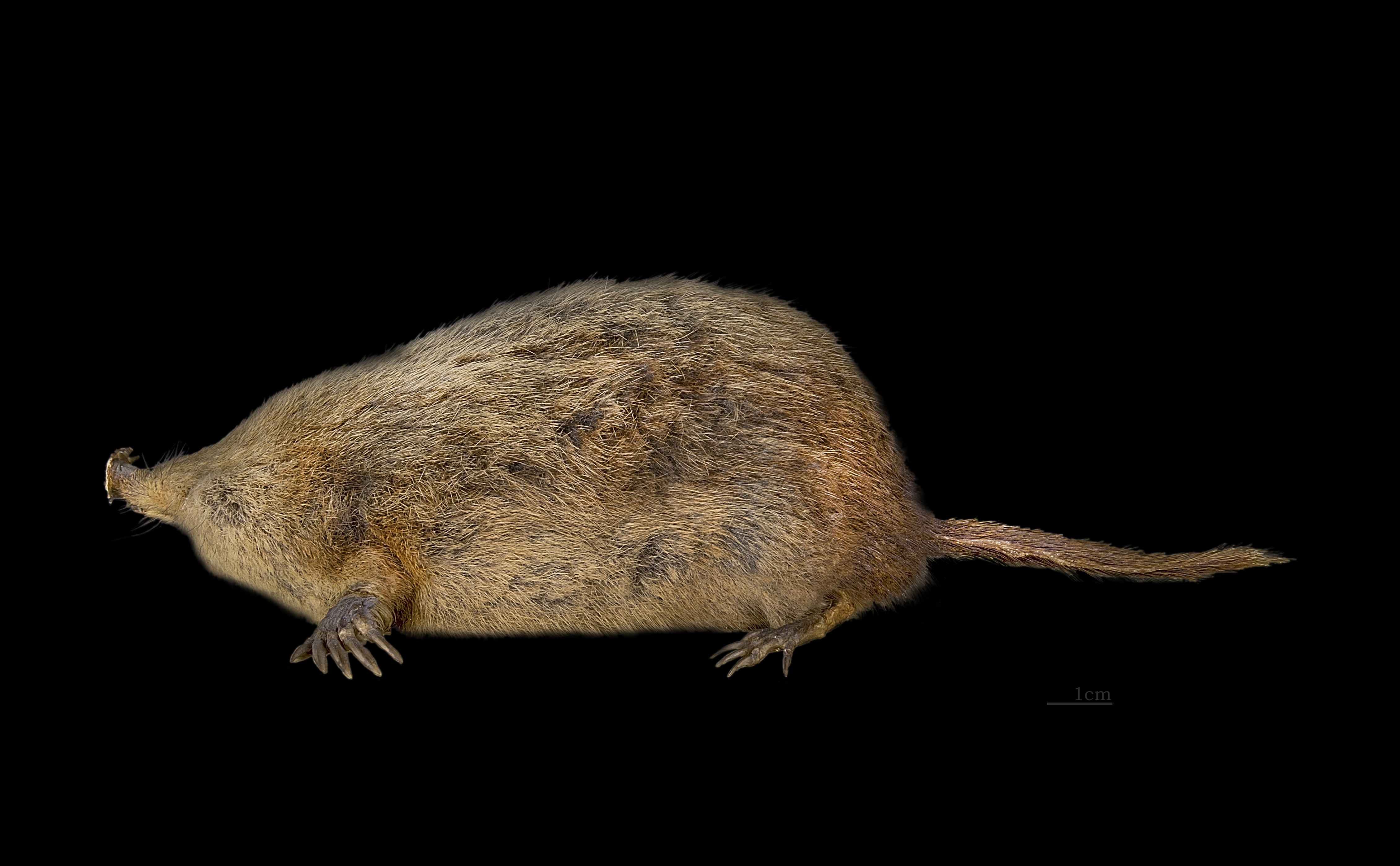
Condylura cristata

Gwiazdonos amerykański (Condylura cristata) – gatunek owadożernego ssaka z rodziny kretowatych (Talpidae).

## Systematyka
Takson po raz pierwszy opisany przez K. Linneusza w 1758 roku pod nazwą Sorex cristatus w jego dziele Systema Naturae. Jako miejsce typowe autor wskazał Pensylwanię. Jedyny żyjący współcześnie przedstawiciel plemienia gwiazdonosów (Condylurini) utworzonego przez T. Gilla w 1875 roku oraz rodzaju gwiazdonos (Condylura) utworzonego przez J. Illigera w 1811 roku. Wyróżniono dwa podgatunki gwiazdonosa amerykańskiego:
- C. cristata cristata
- C. cristata nigra

## Występowanie
Gwiazdonos amerykański występuje w Ameryce Północnej (Kanada i północno-wschodnie Stany Zjednoczone).

## Morfologia
Jego ryjek składa się z dwóch mięsistych, czerwonych lub różowych, ruchliwych wyrostków, które świetnie sprawdzają się podczas szukania żywności. Gwieździsty twór, przypominający otwartą dłoń składa się z 22 wypustek służących mu jako narząd dotyku. Podczas wyszukiwania żywności gwiazdonos amerykański porusza wszystkimi wypustkami oprócz dwóch znajdujących się na samej górze. Prawdopodobnie te dwie wypustki wykorzystywane są jako narząd dotyku, a pozostałych 20 służy zwierzęciu do chwytania ofiary. 10 i 11 wyrostek są krótsze i służą do naprowadzania i popychania pokarmu do otworu gębowego. Badania prowadzone przy użyciu mikroskopu skaningowego wykazały, że nabłonek na powierzchni przydatków pokryty jest brodawkami układającymi się na kształt plastrów miodu, nazwanymi narządami Eimera (jest ich około 25000). Na 10 i 11 wyrostku jest ich najmniej. Niezwykłą cechą nosa Condylura cristata jest to, że zarówno za ruchy jego lewą jak i prawą częścią odpowiadają obie półkule mózgowe, a nie opozycyjne jak w przypadku wszystkich ssaków. Gwiazdonos przypomina kreta, ma również ciemnobrunatną sierść i podobną budowę jest jednak jedynym przedstawicielem podrodziny gwiazdonosów (Condylurinae). Dorosłe osobniki mają 12–13 centymetrów długości, ogon (5–8,5 cm) i ważą 35–80 g. 
Gwiazdonos amerykański jest światowym rekordzistą, najszybszym łowcą na naszym globie. Znalezienie larwy owada lub nicienia, stwierdzenie, czy nadaje się on do spożycia i połknięcie ofiary zajmuje mu 1/5 sekundy. 
Wzór zębowy:
| Wzór zębowy | Wzór zębowy | I | C | P | M |
| ----------- | ----------- | - | - | - | - |
| 44          | =           | 3 | 1 | 4 | 3 |
| 44          | =           | 3 | 1 | 4 | 3 |

## Tryb życia
Prowadzi podziemny tryb życia, ale do tego stylu życia przywiązany jest mniej niż inne krety. Podobnie jak jego „kuzyni” (krety) kopie nory, jednak większość pożywienia zdobywa na powierzchni oraz w wodzie. Jest świetnym pływakiem. Żywi się larwami owadów wodnych, dżdżownicami, skorupiakami i mięczakami. W wodzie poluje na bezkręgowce, a nawet drobne ryby. W zimie potrafi znaleźć pożywienie pod lodem. Gwiazdonosy budują układy podziemnych korytarzy, z czego część posiada nawet wyjście do wody. W korytarzach tych nie ma specjalnych  komór przeznaczonych na magazynowanie pożywienia, czy defekację. Od końca maja do czerwca gwiazdonos powiększa swoją rodzinę. W jednym miocie może być od dwóch do siedmiu młodych osobników. Gwiazdonosy są również jednymi z najlepszych kopaczy spośród wszystkich kretów. Sugeruje się, że wynika to z ich powolnego, jak na ssaki, metabolizmu i bardzo dużej pojemności magazynów tlenu w organizmie, w postaci znacznych ilości mioglobiny w mięśniach szkieletowych.  Jej zawartość w mięśniach szkieletowych jest o 91% większa u dorosłych osobników niż u młodych tego gatunku.